# Ирбизинский сельсовет
Ирбизинский сельсовет — сельское поселение в Карасукском районе Новосибирской области Российской Федерации. Административный центр — село Ирбизино.

## География
Ирбизинский сельсовет расположен в северо-восточной части Карасукского района, в 55 км от районного центра Карасука и ближайшей железнодорожной станции, граничит с Баганским, Здвинским и Краснозёрским районами Новосибирской области.
Территория поселения — 536,31 км².
Статус и границы сельского поселения установлены Законом Новосибирской области от 2 июня 2004 года № 200-ОЗ «О статусе и границах муниципальных образований Новосибирской области»

## Население
| 2002  | 2010  | 2012  | 2013  | 2014  | 2015  | 2016  |
| ----- | ----- | ----- | ----- | ----- | ----- | ----- |
| 2179  | ↘1804 | ↘1728 | ↘1701 | ↘1674 | ↘1650 | ↘1632 |
| 2017  | 2018  | 2019  | 2020  | 2021  |       |       |
| ↘1599 | ↘1588 | ↘1575 | ↘1571 | ↘1536 |       |       |

## Состав сельского поселения
| № | Населённый пункт | Тип населённого пункта       | Население |
| - | ---------------- | ---------------------------- | --------- |
| 1 | Ирбизино         | село, административный центр | ↘647      |
| 2 | Крыловка         | посёлок                      | ↘251      |
| 3 | Кукарка          | деревня                      | ↘423      |
| 4 | Покровка         | посёлок                      | ↘38       |
| 5 | Рождественский   | посёлок                      | ↘445      |

### Упразднённые населённые пункты
- Угловский — упразднённый в 1971 году посёлок
- Павловский — упразднённый в 1971 году посёлок
- Николаевка  — упразднённое в 1977 село
- Байтасово — упразднённый в 1977 году аул

## Инфраструктура
На территории Ирбизинского сельсовета расположено 6 муниципальных образовательных учреждений: три детских сада, две средних школы и одна основная школа.
На территории сельсовета имеется три учреждения клубного типа, три библиотеки, филиал Детской школы искусств, один народный самодеятельный коллектив — фольклорный ансамбль «Родные напевы». На базе Дома культуры в с. Ирбизино организован и действует Центр украинской культуры. Во всех Домах культуры работают коллективы художественной самодеятельности, клубы по интересам, детские и взрослые кружки прикладного творчества. На территории администрации Ирбизинского сельсовета Карасукского района Новосибирской области имеется один силовой зал, который работает постоянно.
На территории сельсовета система здравоохранения представлена одной Ирбизинской участковой амбулаторией в Ирбизино с дневным стационаром на 6 взрослых и 2 детских места, и двумя ФАПами в Рождественском и Кукарке.
Основу экономического потенциала составляют три акционерных общества: ОАО «Ирбизино», ЗАО «Агрофирма Рождественская» и ОАО «Сибхлеб», основными отраслями производства которых являются животноводство и растениеводство.